# Ермунчино
Ермунчино (баш. Ярмунса, тат. Ярмунча) — село в Туймазинском районе Башкортостана, входит в состав Бишкураевского сельсовета.

## Происхождение названия
Ермунчино — с татарского языка переводится как "баня у берега" (тат. яр — берег, мунча — баня).
Название происходит от названия речки Ярмунса

## История
Село Ермунчино при одноимённой речке основано ясачными татарами, перешедшими в сословие тептярей. Это произошло по договору с башкирами Канлинской волости от 8 февраля 1738 и 1745 гг.
Недалеко от села во второй половине XVIII в. разрабатывались Ермунчинские медные рудники по р. Зириклы-Каран.

## Население
Динамика роста населения деревни на основании ревизий и переписей:
1762 г. — 30 (ясачных татар); 1795 г. — 184 (яс. татар); 1816 г. — 214 (тептярей); 1834 г. — 359 (тепт.); 1858 г. — 474; 1870 г. — 514 (татар); 1917 г. — 1189 (тептярей); 1920 г. — 1010 (тептярей).
| 2002 | 2009 | 2010 |
| ---- | ---- | ---- |
| 325  | ↗349 | ↘340 |

Национальный состав
Согласно переписи 2002 года, преобладающая национальность — башкиры (78 %).

## Географическое положение
Расстояние до:
- районного центра (Туймазы): 50 км,
- центра сельсовета (Бишкураево): 5 км,
- ближайшей ж/д станции (Кандры): 25 км.